# 癸亥風災
癸亥風災發生於1923年8月18日，當日一個颱風橫過澳門以北，隨後進入中國大陸，造成巨大的損失，並為該年港澳兩地第二次懸掛颶風信號，亦是澳門歷來懸掛時間最久的颶風警告。
此次颱風的中央氣象局編號為B102。

## 氣象歷史
引起是次風災的颱風於8月11日在關島西南南方附近首次被觀測到，並以西北偏北方向移動，其後數天以偏西方向移動。8月16日，颱風以13海里（24公里）向偏西方向移動，於當日下午8時船舶Steel Traveler號於北緯21度、東經123.2度附近進入颱風中心，未修正海平面氣壓下降至711.2毫米汞柱（948百帕），並錄得2小時的静風，顯示其強度已達颱風程度。
8月17日，颱風於凌晨掠過巴士古以北，進入南海並以西北偏西方向移動，觀測顯示颱風環流細小，移動速度達每小時17.5海里（32公里）。8月18日上午，颱風中心在香港以南數哩掠過，並於中午12時掠過澳門以北約10里（即約20公里），之後進入中國內陸，並逐漸消散。

## 影響

### 日治台灣
風暴掠過台灣南部海面，高雄風速一度達每小時54公里。

### 英屬香港
- 當地懸掛之最高熱帶氣旋警告信號：  七號風球[2]
- 最接近當地位置：皇家香港天文台總部以南約6公里（掠過香港境內）

皇家香港天文台於8月17日上午11時25分懸掛一號風球，下午4時30分懸掛二號風球。但當日香港大部分時間天氣仍佳，入夜後氣壓下降和雲量增多。
8月18日，颱風進一步逼近香港。天文台於上午8時23分懸掛六號風球，香港於9時起開始吹烈風，天文台遂於9時懸掛七號風球。香港在上午10時吹起颶風，颱風中心在香港以南數哩掠過。香港錄得最低氣壓971.7百帕斯卡，小時最高持續風速每小時72海里（每小時133公里），陣風每小時113海里（每小時209公里）。不久風向轉為東至東南風，颱風離開以後風速迅速下降，烈風只持續了3小時。
在風暴吹襲之下，造成香港嚴重傷亡和破壞，在港灣出現風暴潮，海面損毁頗為嚴重，海港記錄得海平面上升至3.2米，大埔記錄得風暴潮高度達4.57米，至少100人死亡，其中至少40人是漁民，1人失蹤。
巨浪之下海面與沿岸皆遭到損毀。英國海軍HMS L9潛艇被大浪捲出海軍船塢，把船塢外牆擊毁，最後在香港一側天星渡輪碼頭沉没。一艘來往中印的蒸汽船被大浪由九龍灣捲至油麻地碼頭沉没。筲箕灣至昂船洲的海岸線共有20艘船隻被沖上岸，其中部分嚴重損壞，當中至少2人死亡。有百分之90停泊在太古船塢的船隻沉沒，造成嚴重損失。在筲箕灣避風塘，超過300艘帆船或舢板沉沒，損壞或擱淺。在銅鑼灣一些舢板甚至被抛至馬路上。油麻地有8艘舢板被堆在海堤，2艘更被抛上了陸上。大浪也把一座立於香港會對出的紀念碑沖毁，致中環卜公碼頭木板斷裂，和天星碼頭部分樓層板地擠壓變型，整條干諾道瀝青更被翻起。
在大埔的風暴潮對沿岸造成嚴重破壞，吐露港一帶的鐵路附近海堤被破壞，列車班次受阻。大埔滘碼頭近40尺的堤防被毀。沙田幾個堤防被沖毀，稻穀盡毀，當地一家庭共6人遭風暴潮侵襲，致4人死亡。大澳遭受了更強烈的暴風吹襲，當地12棟房子和19座棚屋倒塌，但未有人死亡。
風暴也一度令當時正在進行的海旁東填海計劃受阻，風暴過後正在填海中的泥土被沖走，但泥土未有沖至海中，因此最終對工程影響不大。

### 葡屬澳門
- 當地懸掛之最高熱帶氣旋信號：  十一號風球[註 1]
- 最接近當地位置：澳門以北約20公里[5]

受颱風影響，葡萄牙海軍於8月18日上午10時半懸掛十一號風球，至翌日凌晨12時除下，歷時13小時半，為歷來最長。風災下，澳門錄得最低氣壓為963.7百帕斯卡，最高每小時平均風速為每小時115公里，最高陣風風速則達每小時200公里。據施梅士（Joaquim Baião Simões）著《澳門與颱風（Macau e os Tufões）》，此颱風引致澳門巨大的損失，被吹毀及破壞房屋約有200間、船廠則有24間，50艘各類大小的船隻被吹沉。此次風災造成澳門400餘死52傷。

## 熱帶氣旋警告使用紀錄

### 英屬香港
| 皇家香港天文台 熱帶氣旋警告信號 | 皇家香港天文台 熱帶氣旋警告信號 | 皇家香港天文台 熱帶氣旋警告信號 |
| ------------------------------- | ------------------------------- | ------------------------------- |
| 上一熱帶氣旋                    | 一號風球                        | 下一熱帶氣旋                    |
| 1923年8月颱風（8月5日）         | 一號風球                        | 1923年8月颱風（8月20日）        |
| 1923年7月颱風（7月26日）        | 二號風球                        | 1923年8月颱風（8月21日）        |
| 1923年7月颱風（7月27日）        | 六號風球                        | 1926年7月颱風（7月22日）        |
| 1923年7月颱風（7月22日）        | 七號風球                        | 1926年9月颱風（9月27日）        |

### 葡屬澳門
| 葡萄牙海軍 熱帶氣旋信號 | 葡萄牙海軍 熱帶氣旋信號 | 葡萄牙海軍 熱帶氣旋信號  |
| ----------------------- | ----------------------- | ------------------------ |
| 上一熱帶氣旋            | 十一號風球              | 下一熱帶氣旋             |
| 1923年7月颱風（7月2日） | 十一號風球              | 1926年9月颱風（9月27日） |

## 備註
1. ↑  由於該颱風十分接近澳門，風眼中心可能曾掠過澳門，未知當時是否曾發出過十二號風球
2. ↑  澳門氣象台於1952年成立，此前觀察氣象的工作由駐守澳門的葡萄牙海軍負責

## 外部連結
- （繁體中文）http://www.hko.gov.hk （页面存档备份，存于） 香港天文台首頁
- （繁體中文）http://www.smg.gov.mo （页面存档备份，存于） 澳門地球物理暨氣象局首頁
- （繁體中文）http://www.cwb.gov.tw （页面存档备份，存于） 台灣中央氣象局首頁
- （日語）http://www.jma.go.jp/jma/index.html （页面存档备份，存于） 日本氣象廳首頁
- （英文）http://www.pagasa.dost.gov.ph/ （页面存档备份，存于） 菲律賓大氣地球物理和天文服務管理局首頁
- 侵臺颱風綱要表 (1897～2008)